# Helina decipiens
Helina decipiens este o specie de muște din genul Helina, familia Muscidae, descrisă de Mihalyi în anul 1974. Conform Catalogue of Life specia Helina decipiens nu are subspecii cunoscute.